# Tapinoma atriceps
Tapinoma atriceps (лат.) — вид муравьёв подсемейства долиходерины (Dolichoderinae). Встречаются в Южной Америке (Аргентина, Бразилия, Парагвай).

## Описание
Мелкие муравьи (2—4 мм) с двуцветным рисунком: голова и брюшко коричневые; усики, мезосома, ноги и петиоль беловато-жёлтые; мезосома с коричневым пятном на мезоплевроне, пятно иногда присутствует на заднебоковых углах переднеспинки, метаплевроне и боках проподеума. Боковой край головы при фронтальном виде отчётливо выпуклый. Сложный глаз с 9 или 10 омматидиями по максимальному диаметру. От близких видов отличается следующими признаками: дорсальный проподеальный край при виде сбоку у T. atriceps образует отчётливый тупой угол со склоном, контрастируя с округлой выпуклостью, образованной у T. breviscapum; кроме того, дорсальный край у T. atriceps составляет около 1/4 длины наклонного края, в то время как у T. breviscapum он длиннее, около 1/2 длины наклонного края. Дорсальная поверхность головы у рабочих T. atriceps покрыта прижатым опушением, которое относительно длиннее и реже, чем у T. breviscapum, где оно обильное и относительно короткое. Самцы обоих видов относительно сходны по морфологии, но самцов T. breviscapum можно отличить от самцов T. atriceps, поскольку первые в среднем немного больше (длина груди 0,63 ± 0,02 мм) и щитик голый, в то время как самцы T. breviscapum немного меньше (0,62 ± 0,02 мм) и имеют волоски на щитике. Самки отличаются окраской (у T. breviscapum ноги и усики желтовато-оранжевые) и пропорциями головы и скапуса усика: у T. atriceps CI 94 ± 3 (91–97), SI 83 ± 1 (82–83), а  у T. breviscapum CI 86 ± 1 (84–87), SI 73 ± 2 (70–76).
Tapinoma atriceps и Tapinoma breviscapum можно отличить от других неотропических видов Tapinoma по их особому двуцветному рисунку (голова и брюшко тёмные, а грудь, усики и ноги светлые). Другие виды Tapinoma могут быть преимущественно бледно-жёлтыми или равномерно коричневыми, с жёлтыми усиками и тазиками, но никогда с пятном на мезоплевроне или с двухцветным рисунком как у T. atriceps и T. breviscapum. Только два других вида муравьёв, встречающихся в Южной Америке, Tapinoma melanocephalum и Linepithema leucomelas, имеют похожую окраску и размер, что может привести к путанице. У T. melanocephalum, распространённого инвазивного вида, голова и мезосома тёмно-коричневые, а брюшко бледно-жёлтое. Linepithema leucomelas можно отличить по признакам, определяющим род Linepithema: наличие хорошо развитой чешуи петиоля и зубцам жвал (зубцы чередуются с дентикулами). Заднегрудка округлая без проподеальных шипиков. Нижнечелюстные щупики 6-члениковые, нижнегубные щупики состоят из 4 сегментов. Стебелёк между грудкой и брюшком состоит из одного сегмента (петиоль). Вид Tapinoma atriceps был впервые описан в 1888 году итальянским мирмекологом Карлом Эмери по материалам из Бразилии (Южная Америка).

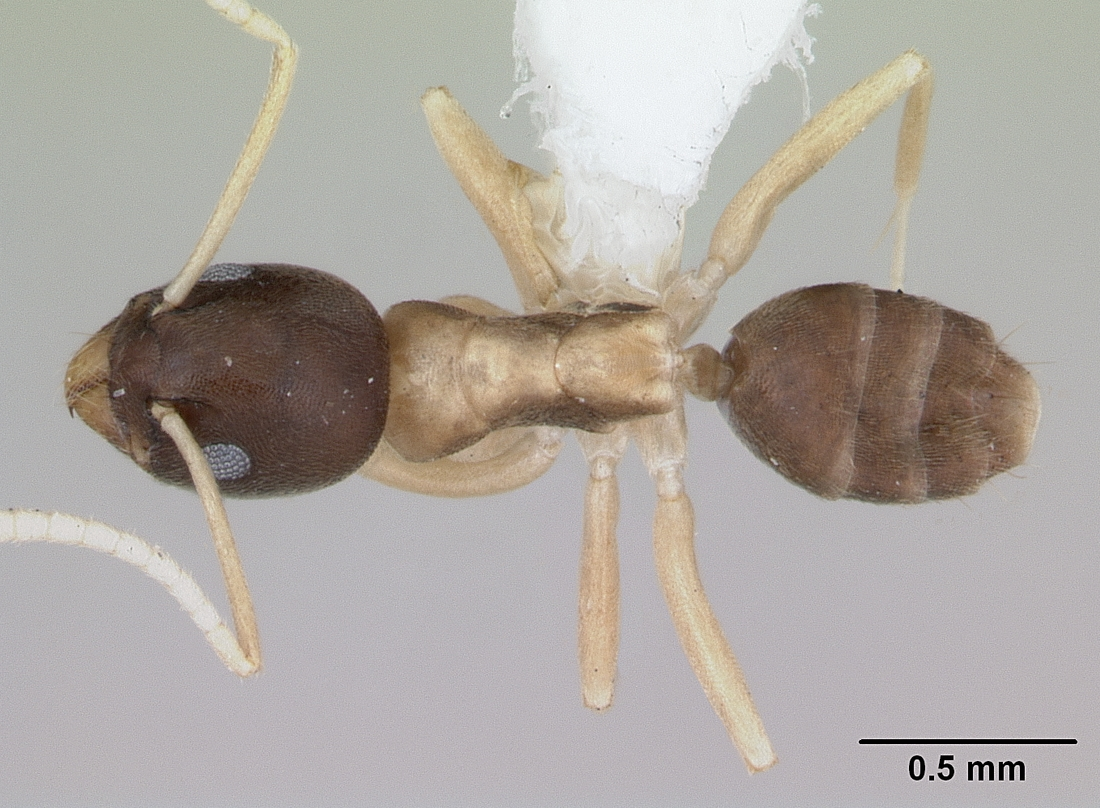
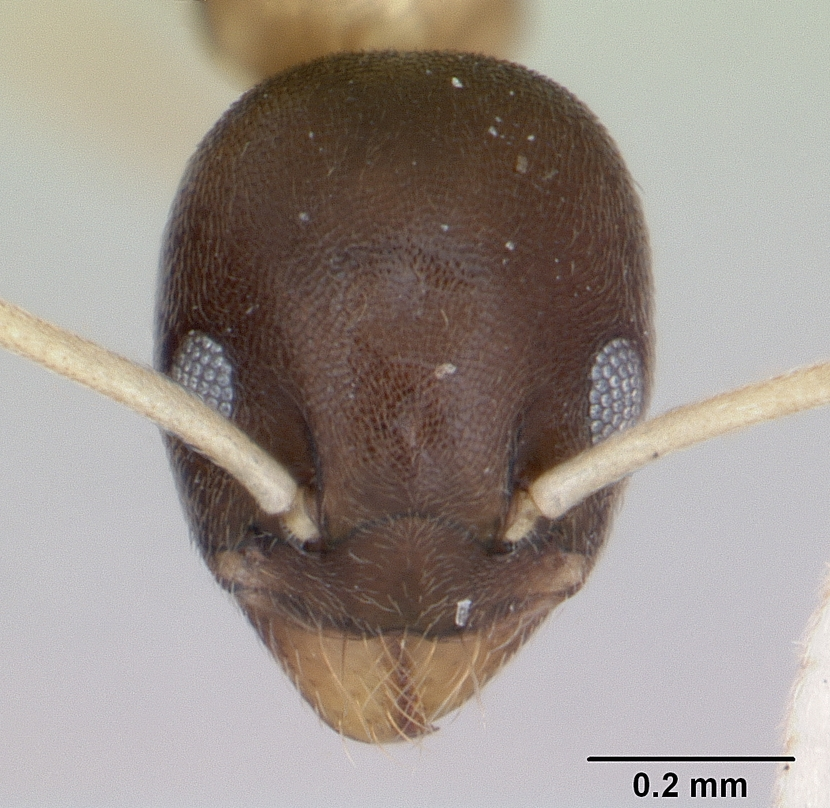

Tapinoma atriceps — это дендробионтный муравей, который встречается от подлеска до полога и редко на земле. Гнёзда этого муравья обнаруживали в полых ветвях и полостях растительности или сухих свисающих ветвях, в растениях семейств Злаки (Бамбуковые), Меластомовые, Перечные и Крапивные. Рабочие обычно фуражируют на листьях растений вблизи гнезда. Колония может быть довольно большой, с более чем 312 рабочими, а в нескольких гнёздах находили четырёх королев, что свидетельствует о полигинии, как и у других видов Tapinoma.